# Lešij
Il Lešij (in russo леший?, IPA: [lʲeʂɨj]; letteralmente, "[colui che proviene] dalla foresta", polacco: boruta, leszy) è uno spirito tutelare delle foreste nella mitologia slava. La forma plurale in russo è лешие (lešie) (mantenendo l'accento sulla prima sillaba). Poiché lo spirito domina la foresta e la caccia, potrebbe essere collegato al dio slavo Porewit.
I Lešie sono creature maschili e umanoidi, sono in grado di assumere qualsiasi aspetto e possono cambiare in dimensioni e altezza. A volte vengono ritratti con le corna e circondati da branchi di lupi e orsi.
In alcuni racconti, si dice che il Lešij abbia una moglie (Leshachikha, Leszachka, Lesovikha) e dei bambini (leshonki, leszonky). È noto per avere una propensione a guidare i viaggiatori fuori strada e rapire i bambini (che condivide con Čërt, "il Nero"), il che indurrebbe alcuni a credere che sia un'entità malvagia. Tuttavia, è anche noto per avere una disposizione più neutrale nei confronti degli esseri umani, a seconda degli atteggiamenti e dei comportamenti di una singola persona, o della popolazione locale, verso la foresta. Si diceva inoltre che portasse i bambini maledetti dai loro familiari (in particolare i genitori) dal popolo della foresta. Alcuni lo definirebbero quindi un essere più capriccioso, come una fata.

## Curiosità
- Il Lešij è usato come riferimento per il protagonista della canzone di Vladimir Semënovič Vysockij Lukomorye, dove è raffigurato come un alcolizzato che spende tutti i suoi soldi in alcol e abusa della moglie.[7]
- Le creature ancestrali chiamate Leshen presenti nel videogioco The Witcher 3: Wild Hunt sono ispirate ai Lešij.
- Lešij è una divinità pagana che devono affrontare i protagonisti nell'episodio 5x05 della serie televisiva Supernatural; è interpretata da Paris Hilton
- Lešij è uno dei principali "antagonisti" del videogioco Inscryption
- Lešij (Leshy) è uno dei principali antagonisti del videogioco Cult Of The Lamb